# Ducado de Villafranca de los Caballeros
El ducado de Villafranca de los Caballeros es un título nobiliario español creado el 14 de junio de 1924 por el rey Alfonso XIII, con carácter vitalicio, a favor de María del Pilar Muguiro y Beruete, al quedar viuda de Francisco María de Borbón, I duque de Marchena, hijo del Infante de España Sebastián Gabriel de Borbón y de su esposa la infanta María Cristina de Borbón y Borbón.
María del Pilar Muguiro y Beruete, era hija del acaudalado Fermín Muguiro y Azcárate, I conde de Muguiro y de su segunda esposa María de los Ángeles de Beruete y Moret, condesa pontifícia de Barciles.
Su denominación hace referencia a la localidad de Villafranca de los Caballeros, en la provincia de Toledo.

## Duques de Villafranca de los Caballeros
|                                  | Titular                           | Periodo                   |
| Creación por Alfonso XIII        | Creación por Alfonso XIII         | Creación por Alfonso XIII |
| -------------------------------- | --------------------------------- | ------------------------- |
| I                                | María del Pilar Muguiro y Beruete | 1924-1926                 |
| Única titular (título vitalicio) |                                   |                           |

## Historia de los duques de Villafranca de los Caballeros
- María del Pilar Muguiro y Beruete (1869-1926), I duquesa de Villafranca de los Caballeros. Única titular, al ser éste un título vitalicio.

1. Casó con Francisco María de Borbón, I duque de Marchena, hijo del Infante de España Sebastián Gabriel de Borbón y de su esposa , la también Infanta María Cristina de Borbón y Borbón.
2. Casó en segundas nupcias con Basil Zaharoff, un turbio traficante de armas, diecinueve años mayor que ella.

Su primer marido tenía grandes deficiencias mentales, incapaz de llevar una vida marital normal, por lo que la duquesa se convirtió en la amante de Basil Zaharoff. El duque fue internado en una clínica para enfermos mentales. La duquesa tuvo tres hijas, después de estar su marido internado, por lo que se sospecha que fueron hijas de Basil Zaharoff, quién las trató siempre como hijas propias. Estas tres hijas fueron:
1. María Cristina de Borbón y Muguiro (1889-1981), II duquesa de Marchena. en cuya descendencia permanece el ducado de Marchena.
2. Elena de Borbón y Muguiro (1890-1909). Soltera. Sin descendientes.
3. María de los Ángeles de Borbón y Muguiro (1895-1964), casó con el conde turco, de origen polaco Jan Ostroróg. Tuvieron una hija.

Una vez muerta la duquesa, en 1926, Basil Zaharoff adoptó legalente a sus dos hijas, María Cristina y María de los Ángeles, ya que Elena había ya fallecido, adopción autorizada por el rey, que permitió que siguieran usando el apellido Borbón, apellido que se perdió con la siguiente generación.